# Farmerama
A Farmerama egy farmer-gazdálkodási szimulátor, amelyet a Bigpoint hozott létre. A játékosok növényeket termeszthetnek, állatokat nevelhetnek, és folyamatosan fejleszthetik a gazdaságot, valamint különböző küldetéseket, feladatokat teljesíthetnek. A játék célja, eljutni a legfejlettebb állatok és növények tenyésztéséig, illetve termesztéséig. 2011. júliusában 30 millió regisztrált tagja volt a 31 nyelven elérhető internetes gazdaságnak.

## Környezet
Minden játékos egy gazdasággal kezd, ami teljes mértékben személyre szabható, a játékos döntheti el, hol legyenek a termőföldjei, állatai, dísztárgyai stb.

## Játékmenet
A játékmenetet alaposan kidolgozott, könnyen kezelhető objektumok jellemzik.
A termesztett növényekkel és a tenyésztett állatokkal lehet tapasztalati pontokat (TP, angolul XP) szerezni, ami szükséges a szintlépéshez. Tapasztalati pontokat lehet szerezni még tárgyakkal is, amelyeket különböző Gazdaköri küldetések teljesítésével lehet megszerezni vagy a Gazdaboltban lehet vásárolni farmaranyért vagy csengőpengőért. A Gazdaboltban olyan ajándékok is megvásárolhatóak, amelyeket valódi pénzért lehet megszerezni.

## Külső hivatkozások
- Hivatalos magyar honlap
- Farmerama ismertető (angolul)